# Covoiturage
Ne doit pas être confondu avec autopartage.
Le covoiturage est l'utilisation conjointe et organisée (à la différence de l'auto-stop) d'une voiture automobile, par un conducteur non professionnel et un ou plusieurs tiers passagers, dans le but d'effectuer un trajet commun.
Le concept se distingue de l'autopartage, où une même voiture est utilisée par plusieurs utilisateurs successifs. Dans le cas du covoiturage, l'objectif est de mutualiser les trajets en voitures.
Il procure des avantages individuels (partager les dépenses de carburant et de maintenance, agrémenter les voyages, développer le lien social) et collectifs (augmenter le taux de remplissage des véhicules, diminuer les embouteillages et la pollution). Le covoiturage contribue à la décarbonation des transports.
En France, le covoiturage est indemnisé dans la limite du barème fiscal kilométrique,, ce qui permet au plus grand nombre de se déplacer. Le conducteur ne doit donc pas faire de bénéfices (l'argent qu'il reçoit doit correspondre au partage des frais liés au trajet). Il dépend de la motivation des particuliers et repose en grande partie sur un principe collaboratif d'auto-organisation mais peut être encouragé, coorganisé ou aidé par des collectivités ou entreprises qui y trouvent divers bénéfices. Le mot ne fait son apparition dans la loi qu'à partir de 2015.

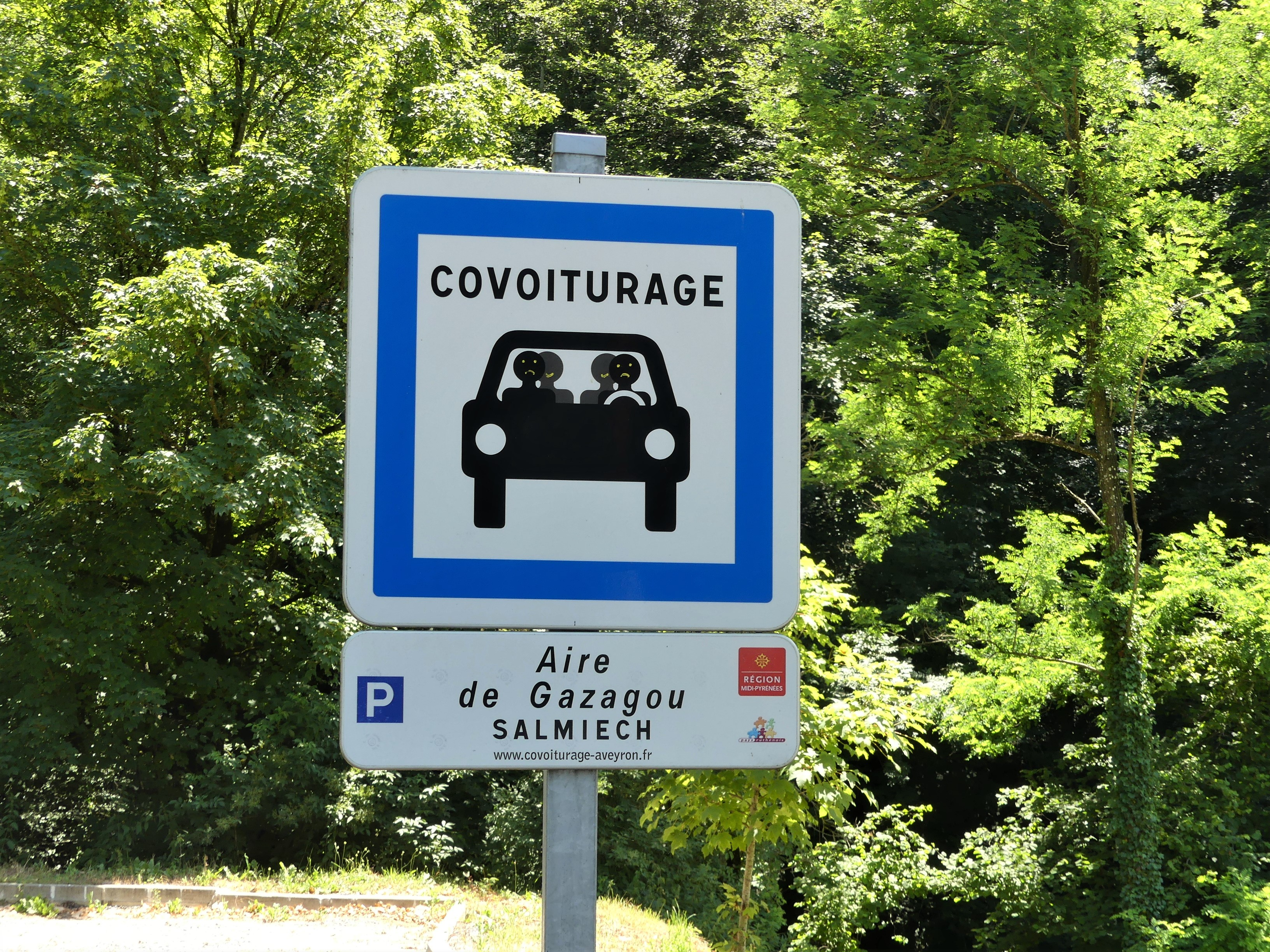
Panneau de covoiturage à Salmiech dans l'Aveyron (France).

## Principe
À la différence du taxi où le passager choisit la destination, en covoiturage, c'est le conducteur qui offre de partager son véhicule, éventuellement gratuitement. Aussi, c'est lui qui fixe le trajet.
Un conducteur propose aux passagers de les transporter dans sa voiture pour un trajet (ou une portion de trajet) qu'il doit lui-même effectuer, et donc à la date et à l'heure qu'il a décidées. Généralement, le lieu de départ, déterminé à l'avance, est le même pour tout le monde.
À l'arrivée, le conducteur dépose les passagers là où lui-même s'arrête, ou bien à l'endroit que chacun souhaite, en évitant de faire un grand détour. Il peut alors laisser ses passagers par exemple à proximité d'un transport en commun ou bien là où un membre de la famille ou un ami pourront les prendre en charge.
Le conducteur peut demander à ce qu'un des passagers le remplace au volant afin qu'il puisse se reposer.
Le partage des frais est laissé à l'appréciation du conducteur. La formule la plus classique consiste à diviser le coût du carburant et des péages éventuels par le nombre de personnes. Les frais généraux tels que ceux d'entretien ou d'assurance peuvent être inclus dans le calcul du coût du trajet.
Le conducteur est tenu de ne pas faire de bénéfice, en particulier pour ne pas enfreindre la loi. Certains demandent cependant une participation forfaitaire quel que soit le nombre de passagers. Certains sites web et applications mobiles de covoiturage sont totalement gratuits. Enfin, une alternative permise par application mobile est la mise en relation, par une application pour mobile, d'un piéton apte à conduire et d'un possesseur de véhicule qui ne veut ou ne peut pas conduire au moment du trajet.
On distingue le covoiturage à longue distance (à plus de 80 km) du covoiturage à courte distance.

### Covoiturage à courte distance
Le covoiturage à courte distance correspond majoritairement aux trajets entre domicile et travail, qualifiés de réguliers. Il s'effectue souvent entre personnes de la même entreprise, université ou entre voisins. Cette pratique représente les deux tiers des trajets de covoiturage, elle a surtout lieu dans les grandes entreprises de plus de 300 personnes et les administrations.
Le covoiturage peut revêtir un caractère ponctuel ou occasionnel, en particulier dans le cas des loisirs ou des départs de dernière minute. La mise en relation se fait souvent au travers de sites internet, ce qui permet de diminuer considérablement les frais de déplacements, mais oblige généralement à voyager avec un ou des inconnus. Les participants à un événement (festival de musique, rencontre sportive, mariage, réunion associative ou institutionnelle…) peuvent s'organiser pour covoiturer vers le lieu de l'évènement. Dans ce mode de covoiturage ponctuel, tous les participants se rendent au même endroit à la même date.
Le covoiturage à courte distance s'avère informel, sous la forme par exemple de bancs à covoiturage, ou très organisé,. La forme la plus organisée est la ligne de covoiturage. Ces trajets réguliers se mettent progressivement en place, comme dans le Sundgau, ou en banlieue lyonnaise, développées notamment par Ecov,, entreprise solidaire présidée par Thomas Matagne. Selon lui, « l’augmentation du taux d’occupation est indispensable pour la transition. C’est pour cela qu’il faut que le développement du covoiturage soit une politique publique, avec un pilotage dans l’intérêt général ». Les lignes de covoiturage et d'autocars express seraient « complémentaires et non exclusi[ve]s l’un[e] de l’autre ».
Selon une étude du Forum international des transports, dans le cadre de l'électrification et de la durabilité des transports, la mobilité privée diminuerait au profit de la micromobilité et de la mobilité partagée (dont se réclame le covoiturage). Incidemment, la part des transports publics diminuerait également au profit des mobilités partagées.

#### En France
Selon un rapport sénatorial de 2021 relatif aux zones de moyenne à faible densité, « la voiture est utilisée dans plus de 80 % des transports du quotidien, c'est pourquoi il convient de socialiser pour partie sa pratique en partageant sous différents modes son usage, qu'il s'agisse de transports à la demande, d'autopartage ou de la promesse des nouvelles pratiques du covoiturage [à] courte distance dynamisées par le numérique » (voir Volume de transport en France : Mobilité à courte distance). Le rapport mentionne les enjeux de décarbonation, mais aussi ceux sociaux : « tous ceux qui ne disposent pas de voiture ou de permis de conduire courent le risque de devenir des assignés territoriaux »,. « En promouvant ces solutions, il s'agit de mieux organiser dans une logique intermodale le rabattement vers les modes lourds que sont le ferroviaire et les services de cars réguliers. Il convient de renforcer les services et d'améliorer l'offre, notamment par un meilleur cadencement. »

### Covoiturage à longue distance
Le covoiturage est aussi utilisé pour les départs en vacances ou en week-ends, les économies réalisées sur un trajet étant d'autant plus grandes que le trajet est long. Ainsi le covoiturage devient une alternative de transport économique et accessible. Le développement du covoiturage à longue distance se fait au détriment du train, un peu plus de la moitié des covoitureurs de BlaBlaCar affirmant qu'en l'absence de covoiturage, ils auraient pris le rail.
Une enquête de l'Ademe auprès des utilisateurs du covoiturage à longue distance publiée en août 2015 a mis en lumière le faible intérêt écologique du covoiturage longue distance, au contraire de celui à courte distance : en effet, 69 % des passagers et 24 % des conducteurs déclarent qu'ils auraient utilisé le train en l'absence du covoiturage ; de plus, 12 % et 8 % respectivement auraient renoncé a leur déplacement ; 3 % seulement déclarent que le covoiturage les a amenés à se séparer de leur voiture ; cependant, le covoiturage a amené 13 % d'entre eux à retarder l'accession à l'automobile. L'Ademe a calculé qu'au total, un kilomètre covoituré par un équipage entraîne une économie de seulement 0,04 kilomètre en voiture particulière, et a estimé l'économie de CO2 moyenne à 12 % seulement. Selon le magazine Science et Vie, qui apporte des précisions sur cette étude, en l'absence de covoiturage, 21 % des conducteurs se déplaceraient moins souvent.

## Histoire

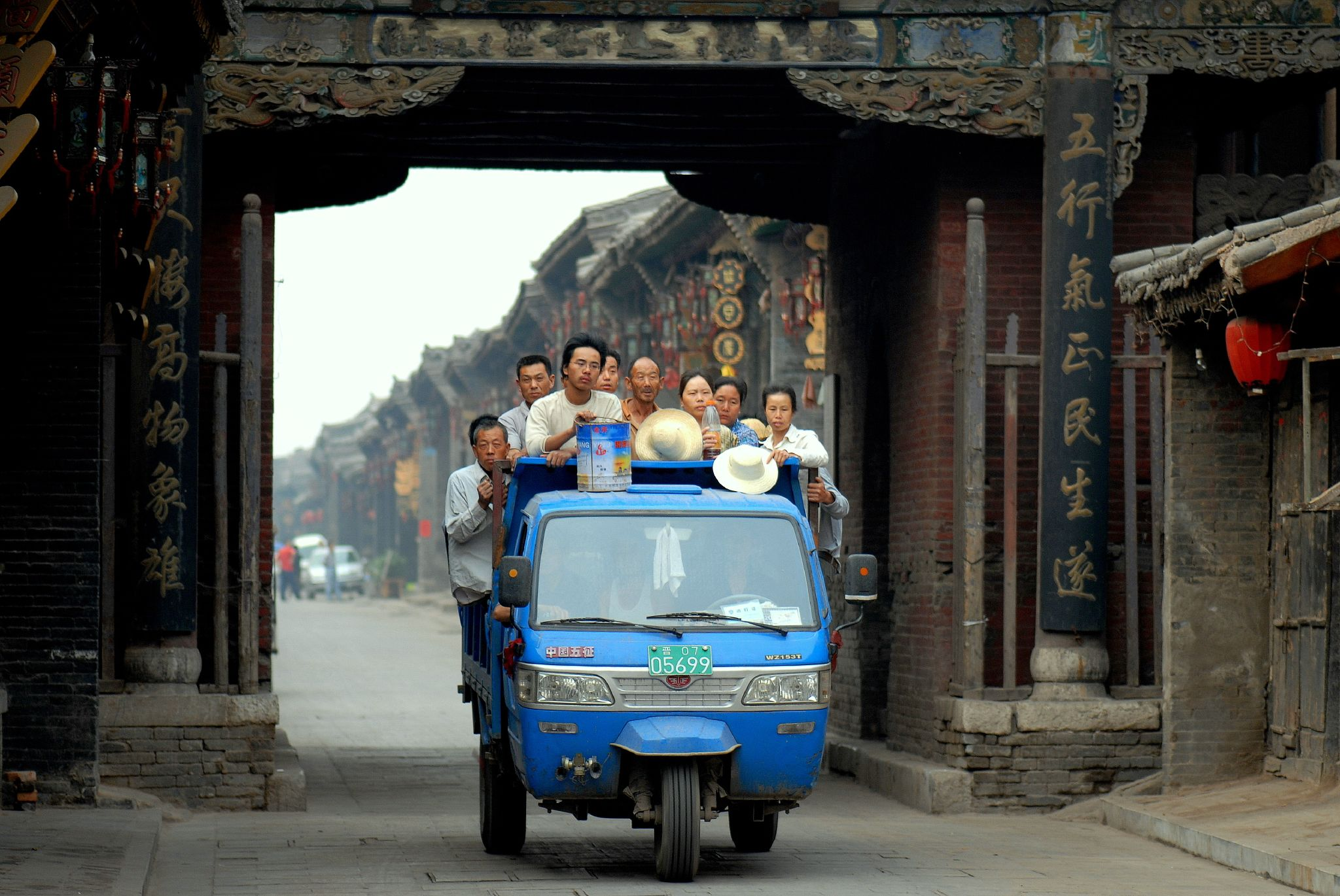
Le partage d'un véhicule est une tradition plus ou moins ancrée selon les régions du monde (ici à Pingyao), souvent associée à un besoin de voyager en dépensant moins, et qui présente l'avantage de moins encombrer la chaussée dans les régions densément peuplées.

L'augmentation du nombre de passagers par véhicule peut assurer le transport de milliers de personnes supplémentaires tout en décongestionnant le réseau routier. La plupart des véhicules circulent avec trois ou quatre places libres. Une des solutions possibles est d'encourager les migrants journaliers à pratiquer le covoiturage.

Le covoiturage est né de dynamiques d'organisation de l'auto-stop dans les années 1950, par des associations telles que l'allemande Mitfahrzentrale, la belge Taxistop, la française Allostop (créée en 1958) et la canadienne Allo-Stop. L'apparition du mot « covoiturage » date de 1989[réf. nécessaire]. Depuis les années 1980, il représente une alternative de transport reconnue, qui s'étend dans le monde occidental. L'Internet a beaucoup contribué à l'émergence de cette pratique de transport en facilitant les contacts entre conducteurs et passagers.
Plusieurs pays s'inscrivent déjà dans la vague du covoiturage en mettant en place des aires de stationnement servant de points de chute, des voies réservées en cas d'embouteillage, etc. Au Canada, par exemple, toutes les autoroutes importantes autour des agglomérations comme Montréal, Toronto et Vancouver ont des voies réservées aux véhicules à occupation multiple (VOM), ce qui accélère grandement l'accès aux centres-villes. Aux Pays-Bas, il existe des lifters plaats qui consistent en un trottoir d'environ un kilomètre à l'entrée des autoroutes. Ces trottoirs sécurisent les adeptes et servent autant aux covoitureurs qu'aux auto-stoppeurs.
Au-delà du transport entre personnes se connaissant (forcément assez limité), le covoiturage ne peut fonctionner que si un système manuel (association, centre d'appels, petites annonces, annonce radio, etc.) ou automatisé (site internet, babillards, échange de courriels ou de SMS, etc.), ou les deux, aide à mettre en relation conducteurs et passagers.

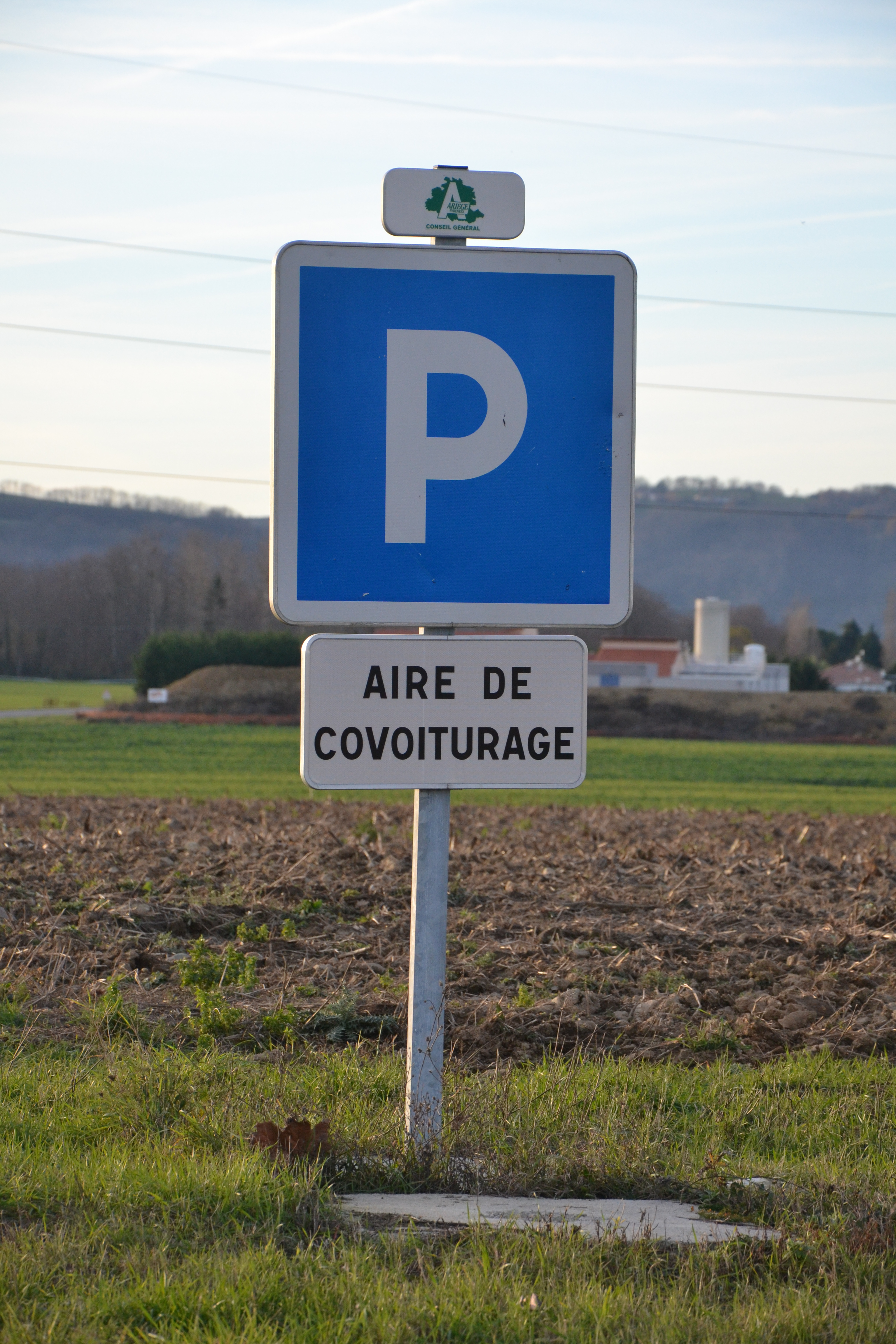
Aire de covoiturage instituée par le conseil général de l'Ariège.

De nombreux sites Internet permettent la proposition et la demande de covoiturages, qu'ils soient réguliers ou ponctuels, de proximité ou de longue distance. Dans ce dernier cas, certains sites offrent des moteurs de recherche en ligne pour le covoiturage, ce qui permet de calculer les trajets et les meilleures possibilités pour le conducteur et le passager. Ces services de babillard pour le covoiturage sont souvent gratuits et faciles à utiliser.
En France, le covoiturage se développe beaucoup même s'il représentait moins de 1 % en 2008. Certaines difficultés juridiques freinent son développement. En 2009, la pratique du covoiturage suscite un réel engouement en France, grâce à son prix modeste et en raison des préoccupations environnementales des usagers et du développement d'Internet.
Après le lancement de BlaBlaCar en 2011, le covoiturage connaît un véritable essor en France. Ce site compte en 2021 plus de 22 millions de membres inscrits en France (100 millions en tout, sur les 22 pays couverts). Les membres de BlaBlaCar représentent 2 millions de trajets individuels par mois pour la France et 4 millions par mois pour l'ensemble des membres.
En juillet 2008, en Ontario, une compagnie de bus locale, Trentway-Wagar (en), tente d'interdire les activités de PickupPal (en) pour cause de concurrence déloyale. Le 6 novembre 2008, l'autorité responsable, le Ontario Highway Transportation Board (OHTB) leur donne raison. Devant la pression des utilisateurs, la législation est cependant modifiée peu après pour élargir le concept de covoiturage.
Aux États-Unis, Robin Chase, fondatrice de Goloco, site de covoiturage américain, est citée parmi les 100 personnes les plus influentes de la Planète par le magazine Time en 2009.

## Perspectives de développement
Selon Stéphanie Vincent (LET / ENTPE), le covoiturage est encore en 2008 au début d'une « courbe d'innovation » ; « dans une phase d'imitation, celle durant laquelle « des essaims d'imitateurs [qui] reproduisent et aménagent les innovations, créant des grappes d'innovations secondaires » (Alter, 2003 : 14) ». Un souhait de convivialité et les longues distances à parcourir, ainsi que l'augmentation du prix du carburant, incitent les gens à covoiturer, cependant une « barrière psychologique » existe et reste un des freins importants au développement du covoiturage en Europe. En 2000, le Centre d'études sur les réseaux, les transports, l'urbanisme et les constructions publiques (CERTU), en France, constatait que « certains acteurs du transport urbain prétendent que notre culture est différente au point d'engendrer des freins psychologiques assez puissants pour que le public n'adhère pas à ces pratiques malgré leurs intérêts individuels et collectifs. Pourtant, rien ne s'oppose à ce qu'on obtienne des résultats satisfaisants en France où ces systèmes n'ont à ce jour pas encore émergé ».
Plusieurs actions peuvent encore accélérer le développement du covoiturage :
- dynamique territoriale : intégrer le covoiturage dans les « plans de mobilité » (plans de déplacements urbains (PDU), plans de déplacement d'entreprise, en incitant aux changements de comportement[39]. En effet les déplacements « domicile-travail » (30 % environ du total des déplacements en France, concernant une grande part du tiers actif de la population) sont responsables d'intenses migrations alternantes (déplacements pendulaires) responsables de congestions aux heures de pointe (matin, midi, soir) et à l'encombrement de centres-villes ou parkings par des « voitures ventouses »[39]. En France, une des 6 orientations de la Loi sur l'air et l'utilisation rationnelle de l'énergie (LAURE) du 30 décembre 1996, porte sur les plans de déplacements urbains ; elle encourage « les entreprises et les collectivités publiques à favoriser le transport de leur personnel, notamment par l'utilisation des transports en commun et le covoiturage »[39] ;
- améliorer l'échange d'information pour par exemple adoucir les difficultés de latences et coordinations de rendez-vous :
  - échanges des informations de localisation : fonctionnalités dédiées de téléphones PDA ou mobiles ou tablettes, équipés de GPS pour un « covoiturage dynamique »[40]. Mieux utiliser les NTIC, par exemple avec le covoiturage dynamique,
  - multiplier les possibilités de jumelage des trajets[41] en favorisant l'échange d'annonces de covoiturage entre sites ;

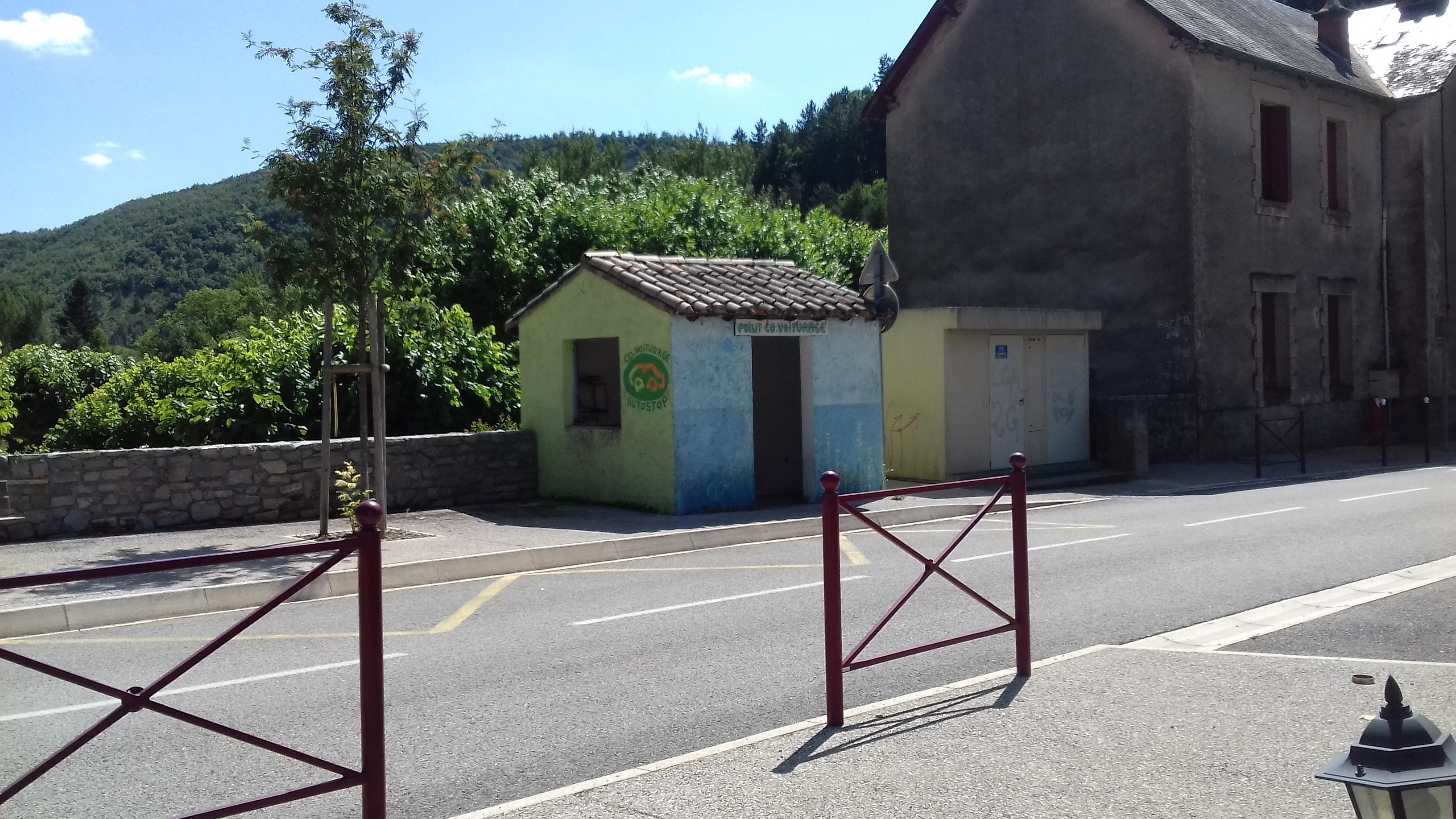
Point de covoiturage et d'autostop sous forme d'abri à Alzon (Gard)

- Aires ou points de covoiturage[42],[43] :
  - poser simplement des panneaux suffit souvent à créer une aire,
  - uniformisation des signalétiques (marquage de sol, panneau, couleur, diffusion nationale),
  - développer l'infrastructure, qui sert aussi à l'auto-stop, mais elle doit être pensée comme nœud d'intermodalité (arrêt de transport en commun, parking, zone de location de moyen différent vélo, voiture, nœud de piste cyclable, etc.) et nœud logistique interopérabilité de flux physiques ;
- cartographie des aires de covoiturage ; en France, le gouvernement propose un service pour identifier les aires et lieux de covoiturages[44] ;
- privilèges spécifiques voitures à plusieurs passagers : créer à l'entrée des villes des voies de circulation réservées aux voitures avec plusieurs passagers et des parcs automobiles aux abords des centres-villes denses[45].

Un covoiturage spontané est né aux abords des parkings d'entrée des autoroutes, ou sur certains lieux stratégiques de passage, dans certains quartiers, lotissements et villages. Dans les alpes, les habitants de vallées de montagnes isolées et en impasse se sont depuis longtemps auto-organisés (ex. : vallée de Névache, vallée des Monge dans les Alpes). La Fédération du covoiturage (FEDUCO) est créée en France en décembre 2008 par différents acteurs privés et associatifs ; son but est la promotion du covoiturage sous toutes ses formes.
En 2017 la Fédération nationale des associations d'usagers des transports demande une baisse des aides publiques en faveur du covoiturage, à travers une modification du barème fiscal de prise en compte des frais réels pour les automobilistes utilisant leur véhicule pour se rendre à leur travail, et en concentrant les aides au covoiturage sur les zones peu denses, afin d'éviter la concurrence avec les transports collectifs.
En 2018, l’État lance la construction d'un registre de preuves de covoiturage, pour réduire le risque de fraude.
Aux États-Unis, sa pratique est stable et particulièrement marquée dans les zones urbanisées.
En France, dans la décennie 2020, le Gouvernement mène une politique favorisant le développement du covoiturage. Cependant, selon une enquête de Vinci Autoroutes, en 2022, le covoiturage est de moins en moins important sur les routes françaises. Ainsi, le taux d'occupation moyen par voiture est de 1,24 passager sur les routes étudiées.
Afin d'encourager la pratique, le gouvernement lance fin 2022 le plan national « Covoiturage du quotidien », qui doit favoriser le covoiturage pour les trajets domicile-travail. Ce plan prévoit une prime de 100 € pour les conducteurs qui se lancent dans le covoiturage courte distance à partir du 1er janvier 2023.

## Infrastructures informatiques et physiques

### Sur Internet

#### France
La France compte 78 sites de covoiturage dès 2007 et le nombre de sites ne cesse d'augmenter. Sept d'entre eux sont comparés par 60 Millions de consommateurs : BlaBlaCar, Carpooling, Vadrouille-covoiturage, Klaxit, topcovoiturage.com (une combinaison de covoiturage et de colis voiturage), Karzoo, Solution-CoVoiturage et Je-covoiture.
Depuis cette date, cette liste s'est enrichie de plusieurs autres sites et applications, notamment Karos, Mobicoop, LaRoueVerte.com, Gomore, RoulezMalin, ZenOnCar et Wever qui ne prennent aucune commission sur les trajets pour préserver l'esprit originel du covoiturage. Des plateformes comme Kombo permettent de comparer les prix et durée du transport par covoiturage avec ceux d'autres modes de transport.
ZenOnCar se distingue se distingue par l'éventail des services mutuels qu'il propose : chaque utilisateur peut, pour chaque trajet, se déclarer comme possesseur de véhicule ou non, apte à conduire ou non. Ainsi, le possesseur du véhicule n'est plus forcément celui qui conduit, ce qui permet des usages novateurs comme la possibilité de trouver un conducteur pour rentrer avec son propre véhicule, en toute sécurité, quand on a trop bu par exemple.
Enfin, la plupart des sites de petites annonces gratuites proposent aussi une rubrique covoiturage et certains sites locaux disposent même de plus d'offres qu'un site spécialisé pour un trajet identique. Cela témoigne de l'engouement du covoiturage en France. De nombreux sites plébiscitent cette pratique et expliquent son intérêt ou proposent des idées de covoiturage. Le gouvernement a organisé la première Journée du covoiturage en France le 17 septembre 2010.
En janvier 2008, un concept similaire pour le transport de partage des biens a été introduit sur internet. Une société appelée FretBay a lancé sa plateforme pour le partage des camions pour livrer les marchandises. Ce nouveau concept est introduit la première fois en Europe et bientôt copié par d'autres pays d'Europe.
En 2007, la multiplicité et la diversité des acteurs et des sites étant un frein au développement et à l'essor du covoiturage en France, la plupart des sites souffrent d'une faible fréquentation. Le regroupement d'acteurs (collectivités, entreprises, associations, etc.) et la mise en commun des bases de données des sites pourraient répondre à ce problème. Le Règlement général sur la protection des données (RGPD) européen, contrôlé par l'État et appliqué depuis le 25 mai 2018, remplace la directive précédente sur la protection des données personnelles et offre une protection plus grande aux personnes physiques face aux nouvelles réalités informatiques. Ainsi, les entreprises doivent mettre en place des mesures de protection des données plus appropriées afin de mettre davantage en confiance les utilisateurs quant au partage des données personnelles sur la plateforme ainsi qu’au transfert de celles-ci d'une entreprise à une autre. En cas de non-respect de ce règlement, elles peuvent payer des amendes pouvant aller jusqu'à vingt millions d'euros ou quatre pour cent de leur chiffre d'affaires annuel mondial.

#### Canada
Le logiciel et la base de données du réseau Covoiturage.ca sont partagés par plusieurs sites web qui utilisent un habillage propre à leur portail respectif. Ce fonctionnement permet aux villes et aux organisations nord-américaines de se joindre au réseau, et de bénéficier du logiciel à partir de leur propre site de manière transparente pour les utilisateurs. Lorsqu'un utilisateur est membre de l'un des sites affilié au réseau, il l'est également pour tous les autres sites partenaires.

### Aires de stationnement de covoiturage

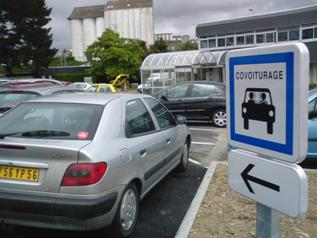
Matérialisation de places de stationnement réservées aux « covoitureurs » (panneau CE52).

Les aires sont des lieux sécurisés et identifiés où les covoitureurs peuvent se poster pour attendre leur conducteur, ou pour pratiquer l'auto-stop. Ces stationnements (parkings) permettent de se retrouver également et d'y laisser une voiture, de sorte à ne prendre qu'une voiture pour plusieurs personnes.
Une jonction avec les lignes de transport en commun peut se révéler utile. Il est possible de rendre l'aire ou le stationnement identifiable en y installant une borne ou tout autre signalétique visible de loin,.
En France, le département du Morbihan est un précurseur des aires de covoiturage. Il a signé de nombreuses « conventions de signalisation d'une zone de covoiturage » avec des grandes surfaces ayant des portions de parking peu exploitées.

### Voies réservées aux véhicules à occupation multiple (VOM)

#### Europe

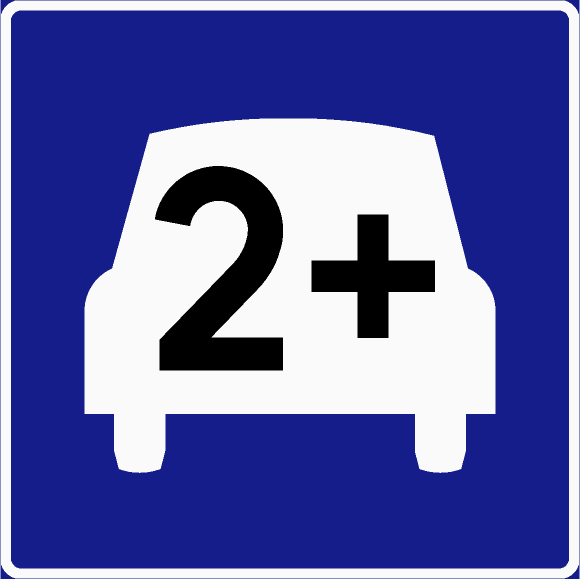
En Norvège.

Peu de voies sont réservées aux VOM en Europe. La Norvège est un des pays européens qui en possèdent. Le projet « Europeen ICARO », pour Increasing CAR Occupancy a permis d'en créer à Leeds, Bristol et Madrid. Il n'y en a pas en France, même si des réflexions sont actuellement menées dans différentes régions.

##### France
Lors du Grenelle de l'environnement, il a été prévu de permettre la mise en place de voies réservées sur les autoroutes et voies rapides pour les transports collectifs et les véhicules transportant au moins trois personnes.
Une expérimentation est menée en 2019 sur l'autoroute A6, près de Mâcon.
En 2020, le code de la route intègre la notion de voies de covoiturage, réservées à cet usage. Le 30 septembre 2020, un tronçon de huit kilomètres est ouvert sur l'A48 ; la voie devient réservée au covoiturage lorsque le trafic se densifie et que la vitesse moyenne décroit. Pour matérialiser ces voies de covoiturage, un panneau signalétique a fait son apparition. Il s’agit d’un losange blanc sur fond bleu ou noir. Celui-ci s’affiche sur les panneaux à messages variables de la voie de gauche (voie réservée) lorsque le dispositif est actionné, généralement aux heures de pointe, pour fluidifier le trafic routier. Une fois activée, la voie réservée est ouverte à tous les véhicules transportant deux personnes ou plus, aux taxis avec ou sans client et aux véhicules dotés d’une vignette Crit’Air Zéro émission (100 % électriques ou à hydrogène),. Une seconde voie est mise en service à Lyon le 21 décembre 2020 ; les conditions sont les mêmes qu'à Grenoble, mais le dispositif est actif du dimanche minuit au vendredi soir,.
Dans le Val d'Oise, la décision de l'État de réserver la voie de gauche de l'autoroute A15 dans le sens Paris-province sur 8 km au covoiturage provoque une opposition de la parts de nombreux maires et responsables politiques locaux.

#### Amérique du Nord

Panneau de signalisation d'une voie réservée aux véhicules à occupation multiple. Dans ce cas on autorise les voitures avec 2 personnes ou plus.

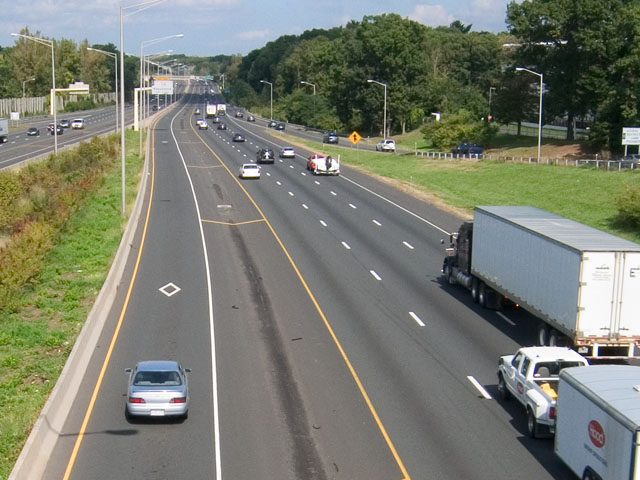
Voies réservées aux véhicules à occupation multiple (VOM).

Il y a 4 000 km de voies réservées aux véhicules à occupation multiple (VOM) et 130 programmes pour véhicules à occupation multiple dans plus de 30 villes nord-américaines. Aux États-Unis, les VOM sont appelés HOV (pour « high-occupancy vehicle »). Ces voies sont réservées aux véhicules transportant plus d'une personne.
Les véhicules qui peuvent emprunter une VOM dans la province de l'Ontario sont :
- les voitures ;
- les camions utilitaires de moins de 6,5 mètres ;
- les motos ;
- les taxis ;
- les autobus - autorisés même sans passagers ;
- les véhicules de secours.

Au contraire, la circulation des véhicules suivants y est interdite :
- les véhicules dont le conducteur est le seul occupant ;
- les camions utilitaires de plus de 6,5 m de longueur.

Ces règles sont analogues à celles du Québec où toutefois les véhicules électriques peuvent également utiliser certaines voies réservées sans égard au nombre d'occupants, notamment l'autoroute 740 et la route 112.
Réduire le nombre de véhicules par personne présente plusieurs avantages :
- dégradation moindre de la qualité de l'air ;
- moins d'embouteillages, d'autant plus que les autorités favorisent les véhicules transportant plusieurs passagers ;
- moins de stress pour les voyageurs car moins de conducteurs ;
- éventuel partage des multiples frais entre les occupants ;
- un cercle vertueux : l'efficacité du modèle le rend plus populaire, donc plus efficace.

Un système de signalisation élaboré a été mis en place.
La capitale américaine est la première ville du pays pour le covoiturage : 7 % des habitants le pratiquent en 2008.
Aux États-Unis la promotion du car sharing a commencé dans les années 1940, avec des encouragements plus forts aux États-Unis durant la Seconde Guerre mondiale, alors que le carburant manquait.

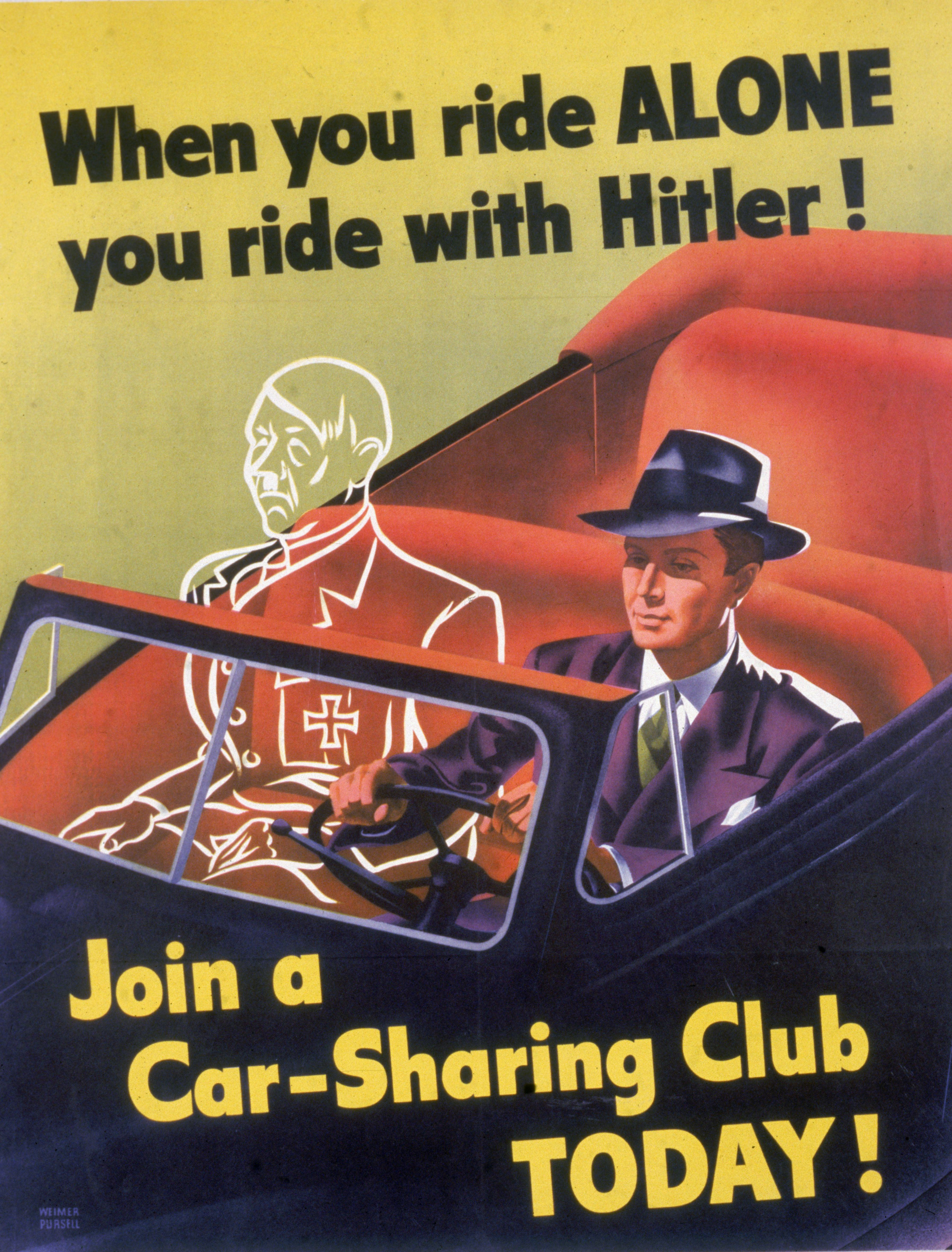
« Lorsque vous voyagez seul, vous voyagez avec Hitler ! ». Par Weimer Pursell, 1943, imprimé par le bureau d'imprimerie gouvernementale, Prix NARA[74].
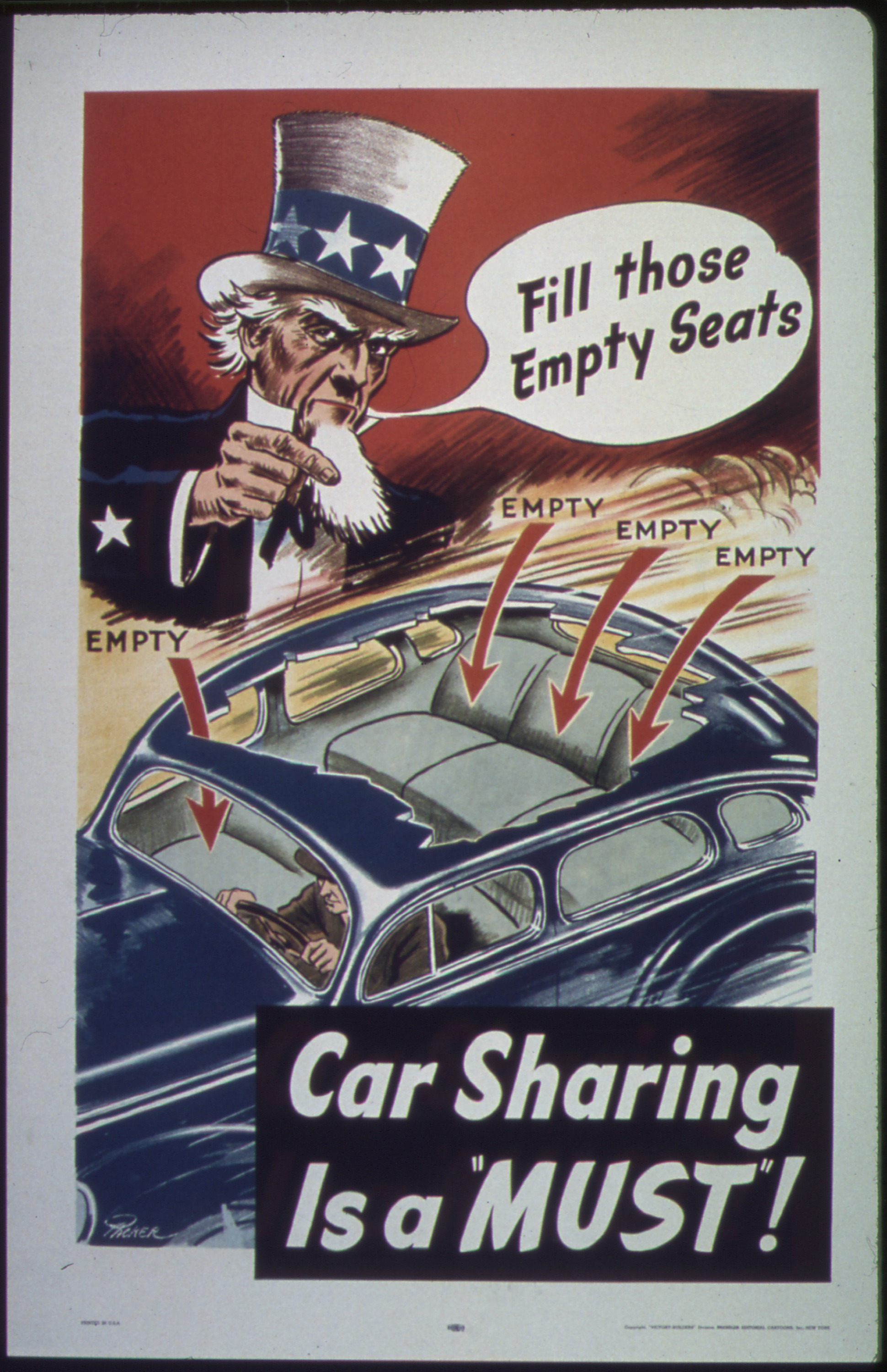
Autre exemple d'affiche valorisant l'autopartage comme un acte patriotique.
Affiche promouvant l'autopartage (Office for Emergency Management. Office of War Information).

## Évolutions du covoiturage

### Covoiturer pour gagner du temps
La multiplication des voies réservées aux véhicules à occupation multiple (covoiturage et transport public) permettrait de faire gagner du temps aux covoitureurs, aux bus et aux taxis. La loi permettant la création de voies réservées pour le covoiturage (trois personnes et plus) et les véhicules de transports publics n'a finalement pas été retenue lors du Grenelle de l'environnement.

### Covoiturage dynamique
Le covoiturage dynamique associe plusieurs technologies : la géolocalisation par GPS et les connexions 3G. Il permet de synchroniser en temps réel les demandes et les offres de trajets,,,.
Le covoiturage dynamique peut prendre également en charge la gestion automatique des frais car le calcul de rapprochement entre le passager et le conducteur se base sur une géolocalisation temps réel qui permet de calculer avec précision le trajet exact partagé. Mais cette gestion des frais n'est ni obligatoire ni une caractéristique distinctive de la notion de « dynamique ». Avec l'aide de porte-monnaie virtuels, conducteurs et passagers n'ont pas besoin d'échanger physiquement de monnaie, qui est numériquement et instantanément transférée d'un compte à l'autre en fonction de plusieurs paramètres (modèle et année de la voiture, consommation réelle de carburant, etc.).
Le covoiturage dynamique a été conceptualisé tout d'abord à travers un brevet aux États-Unis, qu'un article du centre de recherche de Nokia 20 ans après a rendu moins théorique. Après une série de projets expérimentaux locaux exploitant des technologies ne faisant pas appel à la géolocalisation, des expérimentations utilisant cette technologie sont menées par une série de start-up, à commencer par Avego en Irlande, puis Covivo, en France et enfin Flinc en Allemagne.
L'enjeu de la « mobilité dynamique » est plus large : il s'agit de combiner et optimiser l'information voyageurs des transports en commun avec celle du covoiturage.

### Covoiturage en camion
Le covoiturage en camion est un concept lancé en France par la société Wetruck, qui proposait aux passagers de faire un voyage avec un routier professionnel. Ce concept annonçait offrir comme avantages de voyager avec de gros bagages, dans des zones reculées ou même un deux roues au niveau du chargement. En août 2016, l'entreprise annonce sa fermeture.

### Covoiturage de colis
Le covoiturage de colis ou colis-voiturage permet de transporter des colis sur un trajet effectué. Les membres enregistrent leurs trajets et offrent de la place dans leur véhicule ou bagage pour transporter le colis des voisins. Ainsi on partage les frais et on économise le déplacement ou l'envoi du colis.

## Recherche sur le covoiturage et ses enjeux
La recherche dans le domaine porte sur le covoiturage lui-même et son insertion dans les dynamiques générales qui concernent le transports et ses impacts ou les inégalités ou exclusion face à l'accès au transport dans un contexte où certains auteurs dénoncent une « injonction à la mobilité », voire une « idéologie mobilitaire dominante » promue au détriment d'autres alternatives (télétravail, relocalisation, altermobilités).
Dans le scénario de référence de son rapport Futurs énergétiques 2050, RTE prévoit une consommation d'électricité de 99 TWh/an pour la mobilité en France en 2050. Elle envisage aussi une variante plus sobre, dans laquelle la consommation serait de seulement 77 TWh/an ; sur les 22 TWh/an d'écart entre ces deux scénarios, 9,8 TWh seraient permis par un report du transport individuel en voiture vers le covoiturage,.
Selon France Stratégie, le principal effet-rebond du covoiturage pourrait être le report modal des transports en commun vers la voiture.

### Études de l'ADEME (France)
L'Agence de l'environnement et de la maîtrise de l'énergie rappelle dans un rapport publié en juin 2010 deux indicateurs. Premièremet, le taux d'inscrits correspond au nombre d'inscrits sur un service de covoiturage ramené à la population générale ciblée (les salariés d'une entreprise ou la population d'un territoire) ; deuxièmement, le taux d'usagers correspond aux inscrits qui déclarent avoir réalisé au moins un trajet de covoiturage à la suite de leur inscription à un service de covoiturage spécifique.
L'étude de 2010 fait le point sur la valeur scientifique de trois méthodes de mesure de la performance (ex-post, on going et ex-ante). Il en ressort que le paiement en ligne (appartenant à la méthode on going) permet d'identifier les usagers (et la distance effectuée) et de leur proposer des incitations correspondant à l'intensité de leur pratique (remboursement des frais de covoiturage, dons…). La traçabilité électronique (appartenant également à la méthode on going) nécessite un investissement de départ, mais permet de s'affranchir du problème des équipages constitués qui ne passent plus par le site et dont on perd la trace dans le cadre des évaluations ex post. Elle semble plutôt appropriée aux entreprises. Enfin, dans la méthode ex-ante, l'interface administrateur du site de mise en relation calcule la qualité des appariements proposés. Ce calcul prend en compte les horaires, des lieux de départ et d'arrivée, et la possession ou non d'une voiture. Cette méthode nécessite d'être testée et calibrée pour être fonctionnelle.
Cette étude explique également qu'en moyenne les services entreprises touchent mieux leur cible que les services tout public locaux : 8 % vs. 0,5 % d'inscrits en moyenne (dans le premier cas, la population de référence est le nombre de salariés et dans l'autre le nombre d'habitants). Le différentiel constaté s'explique en partie certainement par une plus grande difficulté à informer au niveau d'un territoire qu'au niveau d'une entreprise.
Le passage à l'acte (usage effectif) ne concerne qu'une faible partie des inscrits. Ainsi, le taux moyen d'usagers est de 10 % pour les services entreprise et 4 % pour les services tout public. Très concrètement, pour 100 inscrits en entreprise, il n'y aurait que 8 usagers. La part des covoitureurs est beaucoup plus faible quand on rapporte ces chiffres à la population des salariés de l'entreprise (ratio de 1 à 100). Le principal frein semble être les offres d'appariements. Or le nombre d'appariements s'accroît avec le nombre d'inscrits. Parmi les non-usagers, les inscrits qui n'ont pas covoituré grâce au site : 20 % sont inactifs (pas de dépôt de trajets, pas de recherche active) et 80 % n'ont pas trouvé d'appariements pertinents. Le problème no 1 est donc la question de l'offre d'appariement. Avec de meilleurs appariements proposés les taux d'usagers pourraient donc potentiellement augmenter considérablement.

### Études du MIT
Selon un mémoire publié en juin 2010 par Andrew M. Amey au Massachusetts Institute of Technology :
- les États-Unis sont confrontés aux mêmes défis que la France ;
- on manque d'information sur le taux d'appariement et les covoiturages ayant effectivement eu lieu ;
- la peur d'être bloqué au bureau est un frein à l'adoption du covoiturage, d'où l'intérêt de la garantie de retour, de sa promotion, bien que la question de son financement reste un défi ;
- la peur de l'inconnu représente un frein et parlerait donc pour du covoiturage en communautés fermées ;
- l'importance de garder la possibilité du covoiturage à l'esprit des inscrits ;
- la question de l'interaction entre différents types de covoiturage plus ou moins planifiés est abordée et des pistes proposées ;
- les incitations sont critiques au succès : elles doivent donc être financées par les autorités d'organisation des transports ;
- l'interaction avec les transports en commun nécessaire ;
- la modification du comportement passe par un retour d'information sur les choix de transport faits mais aussi sur ceux qui n'ont pas été fait.

## Réglementation et jurisprudence
En France, le covoiturage peut être interdit lorsque l'assurance ne couvre pas les personnes covoiturées. Ainsi, un employeur est en droit de licencier un salarié ayant réalisé des bénéfices en pratiquant le covoiturage avec une voiture de fonction à l'insu de son employeur et sans assurance.

## Dans la culture

### Au cinéma
- En 2011, dans Toutes nos envies, Vincent Lindon et Marie Gillain covoiturent de manière régulière mais informelle.

### À la télévision
- En 2016, dans La Bête curieuse, Laura Smet arrive sur son lieu de travail chaque matin en covoiturage avec Samir Guesmi et Micha Lescot.
- Depuis 2016 aux États-Unis, l'émission The Late Late Show avec James Corden sur la chaine CBS met régulièrement en scène le Carpool Karaoke, où le présentateur invite des vedettes à partager ses trajets en voiture[94].

### Au théâtre
- En 2018, la pièce Itinéraire Bis raconte l'histoire de deux personnages en covoiturage, au Théâtre de Poche Graslin, mise en scène par Philippe Elno[95].

### Dans la musique
- Carpoolin'  est la 1re chanson de l'album Gangin du collectif SOB X RBE (en), sorti en 2018.

### Dans l'humour
- En 2016, le studio Golden Moustache a réalisé un court-métrage sur un covoiturage vers Le Havre, mettant en scène un conducteur peu soupçonneux et trois passager braqueurs[96].
- En 2017, le collectif Le Woop a réalisé une série de sketchs avec pour thème central le covoiturage[97].